# (8822) Shuryanka
(8822) Shuryanka est un astéroïde de la ceinture principale.

## Description
(8822) Shuryanka est un astéroïde de la ceinture principale. Il fut découvert le 1er septembre 1987 à Naoutchnyï par Lioudmila Karatchkina. Il présente une orbite caractérisée par un demi-grand axe de 2,53 UA, une excentricité de 0,26 et une inclinaison de 3,0° par rapport à l'écliptique.

## Compléments